# 鹿茸草属
鹿茸草属（学名：Monochasma）是玄参科下的一个属，为纤细草本植物。该属共有4种，分布于亚洲东部。